# Atthasit Mahitthi
Atthasit Mahitthi (thailändisch อรรถสิทธิ์ มหิทธ; * 13. September 1978 in Saraburi), Spitzname Big Saraburi, ist ein thailändischer Snookerspieler. Zwischen 2001 und 2010 spielte er fünf Jahre als Profi auf der Snooker Main Tour.

## Karriere
Atthasit Mahitthi machte schon in der Jugend international auf sich aufmerksam, als er bei der U21-Weltmeisterschaft 1996 bis ins Halbfinale kam. Mit 21 Jahren nahm er dank einer Wildcard erstmals an einem Profiturnier, dem heimischen Thailand Masters, teil. Gegen Hugh Abernethy führte er 3:1 und verlor dann mit 3:5. Daraufhin ging er im Jahr darauf nach England und nahm als Amateur an der Vorqualifikation der Weltmeisterschaft teil. 
2001 schaffte er den Sprung auf die Profitour. Im ersten Jahr gelangen ihm bereits einige Auftaktsiege bei Ranglistenturnieren, bei den Welsh Open 2002 kam er in Runde 2. Bestes Ergebnis war die Runde der Letzten 32 bei der Benson & Hedges Championship, die allerdings nicht für die Weltrangliste zählte. Zum Auftakt der Saison 2002/03 erreichte er beim LG Cup die Finalrunde, nachdem er unter anderem Terry Murphy aus Nordirland besiegt hatte. Daneben gelangen ihm noch zwei Siege, darunter sein erster in einem Best-of-19-Match bei der Weltmeisterschaft. Obwohl er in der Rangliste kaum Fortschritte machte, konnte er sich ein weiteres Jahr auf der Main Tour halten. 2003/04 konnte er sich noch einmal steigern, sowohl bei den British Open, als auch bei der UK Championship gelang ihm der Einzug in die Runde der Letzten 64, beide Male besiegte er dabei Rod Lawler, einmal Peter Lines. Über das ganze Jahr konnte er das aber nicht fortsetzen, nur einmal, beim Irish Masters, kam er zumindest noch in Runde 3. Auch wenn er damit auf Platz 86 der Rangliste stieg, reichte das nicht für ein weiteres Profijahr.
Im Jahr darauf musste Mahitthi deshalb Challenge Tour spielen. Bei den vier Turnieren kam er aber nie über die Letzten 32 hinaus, weshalb er seine Profiambitionen aufgab. Dafür trat er ab diesem Jahr bei der Amateurweltmeisterschaft an und erreichte 2004 auf Anhieb das Viertelfinale. Im Jahr darauf fiel das Turnier aus, aber 2006 steigerte er sich bis ins Halbfinale, wo er gegen den späteren Weltmeister Kurt Maflin verlor. Bei der WM 2007 besiegte er dann Ex-Profis wie Andrew Pagett und Björn Haneveer und zog ins Finale ein. Dort gewann er gegen seinen Landsmann Passakorn Suwannawat mit 11:7 und holte sich den Weltmeistertitel.
Dieser Sieg war eine der Möglichkeiten, sich für die Main Tour zu qualifizieren, und so nahm der Thailänder in der 2008/09 einen zweiten Anlauf als Profi. Bei zwei der ersten drei Turniere erreichte er die dritte Qualifikationsrunde und bei der Bahrain Championship verpasste er durch eine 4:5-Niederlage gegen Steve Davis nur knapp das Hauptturnier. Beim Masters Qualifying Event wiederholte er seine Top-32-Platzierung. In der zweiten Saisonhälfte kam er dann bei den China Open ein drittes Mal unter die Letzten 64 eines Ranglistenturniers. Über die Einjahreswertung blieb er danach auf der Main Tour. Erster Höhepunkt der zweiten Saison war ein Profiturnier im Six-Red-Snooker: Bei der Pro Challenge Series erreichte er bei einem Turnier nach Siegen über Rod Lawler und Jimmy Michie das Halbfinale. Danach konnte er aber das erste Jahr nicht bestätigen. Nur bei der UK Championship 2009 kam er noch ein weiteres Mal unter die Letzten 64, sonst gab es nur Auftaktniederlagen. Von Platz 75 fiel er auf 86 in der Weltrangliste. Damit fiel er zum zweiten Mal aus der Main Tour heraus und beendete danach seine Profikarriere.
2017 nahm er noch einmal auf Einladung an der 6-Red World Championship in seiner Heimat teil, schied aber in der Gruppenphase aus.
Mahitthi betreibt in seiner Heimatstadt Saraburi einen Snookerclub namens Big Sara. Außerdem ist er im thailändischen Fernsehen als Sportkommentator tätig.

## Erfolge
Ranglistenturniere:
- Runde der Letzten 48: LG Cup (2002), Bahrain Championship (2008)

Andere Profiturniere:
- Halbfinale: Pro Challenge Series (2009 – Event 2, 6-Red-Format)
- Runde der Letzten 32: Benson & Hedges Championship (2001), Masters Qualifying Event (2008); 6-Red Snooker International (2008)

Amateurturniere:
- Weltmeisterschaft (2007)
- Halbfinale: Weltmeisterschaft (2006), U21-Weltmeisterschaft (1996)